# Gusta Fučíková
Gusta Fučíková, rozená Gusta (Augusta) Kodeřičová, poprvé provdaná Ležáková, (28. srpna 1903 Ostředek – 25. března 1987), byla česká a československá publicistka, nakladatelská redaktorka, politička Komunistické strany Československa, aktivistka ženských a mírových levicových organizací, poslankyně Sněmovny lidu Federálního shromáždění za normalizace. Byla manželkou komunistického novináře a odbojáře Julia Fučíka popraveného za 2. světové války.

## Biografie

### Mládí
Narodila se v dělnické rodině. V časném dětství zemřela její matka. Roku 1921 absolvovala obchodní akademii v Praze a pak studovala na vysoké obchodní škole, kterou ale nedokončila. V roce 1923 se seznámila s Juliem Fučíkem a o rok později se stala členkou KSČ. Za první republiky pracovala na Ministerstvu školství a národní osvěty, v Mezinárodním všeodborovém svazu a na sovětském obchodním zastupitelství. Od roku 1936 byla překladatelkou v redakci komunistického deníku Rudé právo.

### Rodinný život
Ve 20. letech se poprvé provdala za novináře Vladimíra Borina–Ležáka. (Biografický slovník uvádí, že první sňatek za publicistu Vladimíra Borina–Ležáka byl účelový. Gusta Kodeřičová měla použít tzv. výbavné (peníze vyplácené státem nevěstě), které sňatkem získala, na zaplacení sálu pro komunistické shromáždění.) První manželství bylo rozvedeno v roce 1933.
Dne 30. července 1938 se v Dejvicích (civilní sňatek) provdala podruhé, za Julia Fučíka. Svědky byli Jan Šverma a Bedřich Reicin.

### Protinacistický odboj
Za druhé světové války byla aktivní v odboji. V dubnu 1942 zatčena a do konce války vězněna na různých místech, včetně koncentračního tábora Ravensbrück a Terezína.

### Po roce 1945
Po válce působila v publicistice. V letech 1945–1967 pracovala jako redaktorka nakladatelství Svoboda. V roce 1948 podepsala výzvu prokomunistické inteligence Kupředu, zpátky ni krok!, jež byla publikována dne 25. února 1948 na podporu komunistického převratu – včetně jmen prvních signatářů. (Rovněž tak podepsala v roce 1977 „Antichartu“.) Redigovala dvanáct svazků díla svého popraveného manžela a napsala řadu článků o tematice odboje a války. Je rovněž autorkou dvou vzpomínkových prací: Vzpomínky na Julia Fučíka (1961) a Život s Juliem Fučíkem (1971). V letech 1953–1968 byla členkou Výboru československých žen a v letech 1969–1974 předsedkyní Rady československých žen, zároveň v letech 1969–1975 zastávala post místopředsedkyně a od roku 1975 čestné místopředsedkyně Mezinárodní demokratické federace žen. V roce 1963 jí byla udělena Zlatá medaile Světové rady míru. Od roku 1970 byla také místopředsedkyní Československého výboru pro evropskou bezpečnost a spolupráci a členkou předsednictva Československého mírového výboru. Od roku 1980 zastávala funkci čestné předsedkyně Světové rady míru.
Zastávala i stranické posty v normalizačním Československu. XIV. sjezd KSČ ji zvolil za členku Ústředního výboru Komunistické strany Československa. XV. sjezd KSČ a XVI. sjezd KSČ ji v této funkci potvrdil.
K roku 1949 se profesně uvádí jako manželka Julia Fučíka.
K roku 1971 se profesně uvádí jako předsedkyně Rady československých žen. Ve volbách roku 1971 byla tehdy zvolena do Sněmovny lidu Federálního shromáždění (volební obvod č. 9 – Břevnov–Střešovice, Praha). Mandát získala i ve volbách roku 1976 (obvod Praha 6–jihozápad). Ve FS setrvala do konce funkčního období, tedy do voleb roku 1981.
V roce 1963 získala Řád práce, roku 1970 a 1973 Řád republiky, roku 1973 Řád Vítězného února a roku 1983 Řád Klementa Gottwalda.
Zemřela 25. března 1987; poslední rozloučení se konalo 1 dubna 1987 v krematoriu Strašnice. Urna s jejím popelem se nachází ve společném hrobě č. 137 na Olšanských hřbitovech spolu s ostatky dalších komunistických funkcionářů, např. Klementem Gottwaldem s manželkou Martou, Marií Majerovou či Gustavem Klimentem.

## Vyznamenání
- Řád republiky  1970 a 1973
- Řád práce  1963
- Řád Klementa Gottwalda  1983
- Řád Vítězného února  1973